# Enrique Campos (cantor)
Enrique Campos (Montevideo, Uruguay, 10 de marzo de 1913 – Buenos Aires, Argentina, 13 de marzo de 1970) es el nombre artístico de Inocencio Enrique Troncone, quien fue un cantor dedicado al género del tango que en una época con importantes intérpretes de tango supo destacarse por su personalidad y una voz que lucía en su expresar fraseado y melodioso. Entre otros conjuntos se recuerda especialmente su paso por las orquestas de Francisco Rotundo en varias épocas y la de Ricardo Tanturi, a la que ingresó para reemplazar a Alberto Castillo, entre 1943 y 1946.

## Actividad profesional
Debutó usando su verdadero nombre el 6 de enero de 1936 acompañado por los guitarristas Alfredo Solís y Carlos Méndez en el Cine Helvético de la localidad de Colonia Suiza y tres meses después actuó con los guitarristas Fontela y Silva Aguilar,  en el programa Caramelos surtidos por radio CX18, pasando de inmediato al elenco del periodista y productor radial Eduardo Depauli (1909-1946), quien le puso Eduardo Ruiz como su primer seudónimo. Participó en la película uruguaya Radio Candelario que se estrenó en el cine Radio City, en agosto de 1939. En enero de 1940 hizo una gira por el sur de Brasil con los guitarristas Fontela, Pizzo y Falco y al volver meses después cantó por Radio América de Motevideo. En 1941 se incorporó durante una temporada con la orquesta de Pintín Castellanos en la que, entre otros, estaban como primer violín a Alfredo Gobbi y como bandoneonista Armando Blasco. Trabajaron en Montevideo en el Palacio de la Cerveza, cabaré Tabarís y Radio Monumental.
Más adelante se incorporó al conjunto Laurenz-Casella, que dirigían el bandoneonista Félix Láurenz y el violinista Pedro Casella, una orquesta por la que pasaron prestigiosos músicos, como los pianistas Julio Tobías y Sebastián Garreta, el contrabajista Mainardi, el bandoneonista Donato Racciatti y el violinista Ramón Panedas, entre otros. Cantó en el Café Ateneo, en radioemisoras y en numerosos bailes y decidió dar un gran paso y buscar trabajo como cantor de orquesta en Buenos Aires. Inicialmente pensó en el violinista Antonio Rodio pero lo encontró Ricardo Tanturi, que conocía sus cualidades artísticas, y lo incorporó a la orquesta típica Los Indios que dirigía porque buscaba una voz distinta en reemplazo de Alberto Castillo que acababa de independizarse y Campos tenía un estilo más melancólico y menos estridente que Castillo, sumado a una perfecta afinación. Como en ese momento estaban actuando el cantor tanguero Ricardo Ruiz y un cantante melódico Enrique Ruiz, Tanturi lo convenció de elegir otro nombre artístico, abrió al azar la guía de teléfonos y de ahí salió el seudónimo por el que en definitiva fue conocido: Enrique Campos; su etapa con el maestro Tanturi fue sin duda la mejor de su carrera.
Debutó en su nueva orquesta en Radio El Mundo y el 4 de agosto de 1943 grabó sus primeros temas, el tango Muchachos comienza la ronda de Luis Porcell y Leopoldo Díaz Vélez y el vals Al pasar, de Raúl Iglesias y Juan Gatti. Con un repertorio propio, que no incluía temas tradicionales, Enrique Campos hizo verdaderas creaciones de algunas piezas, tales como La uruguayita Lucía y El sueño del pibe, un tango asociado a la pasión del fútbol que fue un éxito radial y discográfico. Con Tanturi grabó 51 temas, de los cuales dos fueron a dúo con Roberto Videla, entre los que se recuerdan especialmente los tangos Buenos Aires del 40, Calla bandoneón, Calor de hogar, Cantor de barrio, Cuatro lágrimas, Esta noche al pasar, Giuseppe el zapatero, Ivón, Jirón de suburbio, Llorando la carta, Malvón, Oigo tu voz, Que nunca me falte, Recién, Si se salva el pibe y Un regalo de Reyes; la milonga Bien criolla y bien porteña y los valses Me besó y se fue y Tu vieja ventana.
En marzo de 1946 se casó y quiso disminuir el ritmo de actividad por lo cual al mes siguiente, en un baile en el Club Unión de la ciudad de Caseros actuó con la orquesta de Tanturi por última vez y emprendió una etapa como solista con acompañamiento de guitarras. En marzo de 1947 se incorporó con buena paga a la orquesta de Francisco Rotundo, un solvente empresario que contaba con el apoyo de su pareja, la excancionista y funcionaria política en el primer gobierno de Perón Juanita Larrauri. En ella tuvo que adaptarse al ritmo lento y acompasado de Rotundo, actuó en diversos momentos junto a Mario Pomar, que por entonces todavía usaba el nombre artístico de Mario Corrales, Floreal Ruiz y los uruguayos Carlos Roldán y Julio Sosa, y hace presentaciones en Radio Splendid, Teatro Empire y Café El Nacional de la calle Avenida Corrientes. Más adelante formó con el bandoneonista Alfredo Calabró una orquesta que tenía como presentador al periodista Raúl Hormaza y que grabó un solo disco que sobre matrices argentinas fue reproducido por la discográfica Sondor en Montevideo. En la orquesta revistaban, además de los directores, el pianista Sebastián Garreta, los bandoneonistas Roberto Pansera, Caruso y López, los violinistas Raúl Domínguez, Lijó y Mosca y el contrabajista Norberto Samonta. En 1950 encabezó con su colega y amigo Juan Carlos Miranda un conjunto de muy corta duración porque retornó a la orquesta de Rotundo para reemplazar a Carlos Roldán teniendo como compañero a Floreal Ruiz. 
Con Rotundo grabó con el tango Llorando la carta de Juan Fulginitti el 10 de agosto de 1951 y en diciembre a dúo con Floreal Ruiz su antológica interpretación del famoso vals El viejo vals de Charlo y José González Castillo. Se desvinculó por segunda vez de Rotundo en octubre de 1952 y poco después se incorporó a la orquesta de Roberto Caló, que contaba con músicos de la talla del pianista Osvaldo Tarantino, el violinista Leo Lipesker y el bandoneonista Ernesto Franco y a los dos años se separó para retornar con Rotundo por tercera vez. La orquesta contaba con Luis Stazo como arreglista y primer bandoneón y con el cantor Ricardo Argentino, luego sustituido por Alfredo Del Río.
En 1957 Rotundo disolvió la orquesta y Campos organizó un quinteto dirigido por el pianista Dante De Simone para luego formar rubro con la cantante Elena Maida en un conjunto cuyos arreglos eran realizados por Dante Smurra. A esta altura sus actividades comerciales en un próspero negocio de venta de flores en el barrio de Belgrano hacen que sus actuaciones se vayan espaciando. En 1962 intervino en un programa especial de Canal 4 en Montevideo, acompañado por el conjunto de Edelmiro D'Amario y después cantó en Radio Splendid de Buenos Aires en la orquesta de Graciano Gómez. En 1965 actuó en Radio El Mundo acompañado por la orquesta de Dante Smurra, en 1969 comenzó a grabar como solista en la discográfica Magenta, incluso cayendo en la cursilería como reemplazar por Maradona)( En la versión última que graba para Magenta, sustituye los nombres de Baldonero, Martino y Boyé por Fischer Perfumo y Rattín, Maradona tenía 10 años cuando muere Campos) la mención de Emilio Baldonedo (famoso crack de Huracán) en la letra de El sueño del pibe original de Reinaldo Yiso. También cantó en el programa de Miguel Ángel Manzi en la televisión uruguaya, en el local El farolito, de Villa Crespo, y actuó como jurado para el Concurso de Tangos de La Falda en la provincia de Córdoba.
Algunas de sus obras como compositor y autor son el candombe Dale Negra, el vals Te estoy agradecido y los tangos Aunque me llame papá, Buenos Aires del cuarenta, Dale Artime, Del potrero, Esclavas y reinas, Para el final y Pero quisiera encontrarte, todos con letras de Jorge Moreira y el tango Conformate con ser buena, con Juan Fulginitti y el vals Por qué no estás tú, con Julio Jorge Nelson.
Enrique Campos falleció en Buenos Aires, Argentina, el 13 de marzo de 1970.

## Valoración
En una época con importantes intérpretes de tango supo destacarse por su personalidad y una voz que lucía en su expresar fraseado y melodioso.